# 助長
| ウィキペディアには「助長」という見出しの百科事典記事はありません（タイトルに「助長」を含むページの一覧/「助長」で始まるページの一覧）。 代わりにウィクショナリーのページ「助長」が役に立つかもしれません。 |